# Ґура (Леґьоновський повіт)
Ґура (пол. Góra) — село в Польщі, у гміні Велішев Леґьоновського повіту Мазовецького воєводства.
Населення — 537 осіб (2011).
У 1975-1998 роках село належало до Варшавського воєводства.

## Демографія
Демографічна структура станом на 31 березня 2011 року:
|          | Загалом | Допрацездатний вік | Працездатний вік | Постпрацездатний вік |
| -------- | ------- | ------------------ | ---------------- | -------------------- |
| Чоловіки | 267     | 51                 | 192              | 24                   |
| Жінки    | 270     | 54                 | 148              | 68                   |
| Разом    | 537     | 105                | 340              | 92                   |